# Turn My Swag On
Turn My Swag On, pubblicato il 13 dicembre 2008, è il quarto singolo estratto dal suo album in studio iSouljaBoyTellem. La canzone, è stata eseguita per la prima volta durante i BET Awards 2009. Il singolo, ha raggiunto la posizione numero 19 della Billboard Hot 100, la posizione numero 3 della Hot Rap Songs e la posizione numero 3 anche nella classifica della Hot R&B/Hip-Hop Songs. Il singolo, ad oggi, ha venduto più di 1.000.000 di copie digitali negli Stati Uniti, tanto da renderlo il singolo più venduto di Soulja Boy dopo Kiss Me Thru The Phone e Crank That.
Il remix ufficiale della canzone, che vede la presenza di Lil Wayne, è stato pubblicato il 12 febbraio 2009 ed ha raggiunto la posizione numero 65 della Hot 100 Airplay.
Altri artisti della scena hip-hop, quali Yung L.A., Jim Jones, Teairra Mari, Jadakiss, Rochelle Perts, Maino, Fabolous, Tyga, Jeezy, Gucci Mane, R. Kelly, Busta Rhymes, Chamillionaire, Keri Hilson e Chingo Bling hanno creato delle loro versioni alternative. Anche Willow Smith ha seguito la tendenza della canzone di Soulja Boy nel suo singolo di successo Whip My Hair. La versione di Keri Hilson, è stata interpretata da Cher Lloyd nel 2010 a The X Factor. La cover di Lloyd, conta più di 60 milioni di visualizzazioni su YouTube. Nel 2016, sulla traccia Hold Up di Beyoncè, è presente una parte del ritornello di Turn My Swag On.
Una parte della canzone, è presente anche nell'episodio "Less Money, Mo' Problems", del cartone animato American Dad!.

## Videoclip
Il video musicale, è stato diretto da Matt Alonzo e girato a Beverly Hills. Il video, segue semplicemente il tema della canzone, con Soulja Boy che canta la canzone mentre è in casa. Il videoclip, ha raggiunto la posizione numero 1 su BET 106 & Park e la posizione numero 5 su BET's Notarized: Top 100 Videos of 2009 countdown.

## Classifiche
| Classifica (2007-09)                     | Posizione massima |
| ---------------------------------------- | ----------------- |
| UK Singles (Official Charts Company)     | 48                |
| UK R&B Singles (Official Charts Company) | 12                |
| U.S. Hot 100 (Billboard)                 | 19                |
| U.S. Hot R&B/Hip-Hop Songs (Billboard)   | 3                 |
| U.S. Hot Rap Tracks (Billboard)          | 3                 |
| U.S. Pop 100 (Billboard)                 | 39                |
| U.S. Rhythmic (Billboard)                | 12                |